# Idaea ibizaria
Idaea ibizaria är en fjärilsart som beskrevs av Von Mentzer 1980. Idaea ibizaria ingår i släktet Idaea och familjen mätare. Inga underarter finns listade i Catalogue of Life.